# Jacey Harper
Pour les articles homonymes, voir Harper.
Jacey Harper (né le 20 mai 1980) est un ancien athlète trinidadien, spécialiste du sprint.
Sa meilleure performance est sa médaille d'argent aux Championnats du monde sur relais 4 × 100 m.
- 100 m : 	10 s 10 	(1.00) 	Port-d'Espagne 	25/06/2005
- 200 m :	20.65 	-0.20 	Zagreb 	31/08/2006 et 20 s 65 	(0.70) 	Linz 	23/08/2005

## Palmarès

### Championnats du monde d'athlétisme
- Championnats du monde d'athlétisme de 2001 à Edmonton (Canada) 
  -  Médaille d'argent du relais 4 × 100 m